# موتور عبدل
موتور عبدل (بالإنجليزية: Mowtowr-e Abdal)‏ هي منطقة سكنية تقع في سيستان وبلوتشستان في إيران. يقدر عدد سكانها بـ 26 نسمة .